# Christopher Musgrave (4e baronnet)
Christopher Musgrave, 4e baronnet (v. 1632-29 juillet 1704) est un propriétaire foncier et homme politique anglais qui siège à la Chambre des communes de 1661 à 1704, et devient brièvement doyen de la Chambre en 1704 en tant que député avec le plus long service ininterrompu.

## Biographie
Il est le fils de Philip Musgrave (2e baronnet) d'Edenhall et de son épouse Julia Hutton, fille de Richard Hutton de Goldsborough, Yorkshire. Il s'inscrit au Queen's College d'Oxford le 10 juillet 1651 et obtient son baccalauréat à la même date. Il entre à Gray's Inn en 1654. Jeune homme, il est actif dans la cause royale. Il est capitaine des gardes avant 1661.
En 1661, il est élu député de Carlisle au Parlement cavalier. Il est fait chevalier en 1671 et est maire de Carlisle en 1672. En 1677, il est gouverneur de Carlisle. Il est réélu député de Carlisle aux deux élections de 1679, en 1681 et en 1685 et est commissaire de l'Ordnance de 1679 à 1681. Il succède à son frère comme baronnet vers 1687.
En 1690, il est élu député de Westmorland. Il est élu député d'Appleby en 1695 et de l'Université d'Oxford en 1698. En 1700, il est élu député de Westmorland pour la deuxième fois et en 1701, il est élu député de Totnes. Il est élu député de Westmorland pour la troisième fois en 1702. En 1702, la reine Anne fait de lui l'un des quatre scrutateurs de l'Échiquier.
Musgrave est mort d'apoplexie à l'âge de 72 ans à St. James, Westminster et est enterré à Trinity Minories, Londres.
Il épouse le 31 mai 1660, Mary Cogan, fille de Andrew Cogan, d'East Greenwich, Kent. Elle est décédée en couches au château de Carlisle le 8 juillet 1664 à l'âge de 27 ans et est enterrée à St. Cuthbert's, Edenhall. Il épouse en secondes noces le 16 avril 1671 Elizabeth Francklyn, fille de John Francklyn, de Willesden, Middlesex. Elle est décédée le 11 avril 1701 et est enterrée à Edenhall. Son petit-fils Christopher Musgrave (5e baronnet) lui succède.